# A közúti közlekedés fejlődése Magyarországon
A közúti közlekedés a szilárd útburkolás és a robbanómotor elterjedése révén a 20. században modern, nagy szállítóképességű dinamikusan fejlődő közlekedési ágazattá vált. A közúti fejlődés újkori változásait lásd A közlekedés története című szócikkben.

## Gépjármű közlekedés a 20. században
A két világháború közti, majd utáni évtizedeket a gépjármű-közlekedésben fejlődés jellemezte. Mindazonáltal a gépjárművek számának növekedése igen alacsony ütemű maradt, 1926-ban 6700, 1936-ban 14 ezer, 1943-ban pedig még mindig csak 17 ezer személyautó volt üzemben. A teherautók száma még ennél is lassabban nőtt 1943-ban még a nyolcezret sem érte el. A növekedés üteme egyedül a motorkerékpárok esetében volt gyorsabb. A gépjármű-állomány növekedési üteme a 2. világháború után jó ideig nem tudott felgyorsulni. A személyautók száma 1951-ben 8500, 1956-ban 11 ezer, 1960-ban pedig 31 ezer darab volt.
A közutak állapotát jellemezte, hogy az első világháború után a hálózat 54%-a vizes makadám- és kavicsút, 42%-a pedig teljesen kiépítetlen volt. A gépjármű azonban (nemcsak a porképződés, hanem a jelentős fenntartási költség miatt is) pormentes burkolatot kívánt. A Horthy-korszak elején 1925–1929 között megkezdték a legnagyobb forgalmú utak átépítését aszfalt- és kiskockakő-burkolatokkal, népszövetségi kölcsön felvételével. Helyreállítottak kb. 2300 km törvényhatósági utat hengerléssel. Számos új híd is épült.
Az 1920-as évek végén tízéves útépítési program készült. Bár ezt – és a közlekedés más fejlesztéseit is – a világgazdasági válság akadályozta, 1930-1944 között több Duna- és Tisza-, valamint más nagy híd is épült. Mindezek eredményeként Magyarország úthálózata 1938-ban, az utolsó békeévben 30 353 km-t ért el.
A gépjárműigények kielégítésében a hazai ipar is részt vett, már az első világháború előtt. Az 1884-ben alapított budapesti telephelyű Magyar Általános Gépgyár, majd az 1909-től termelő aradi székhelyű Magyar Automobil Részvénytársaság elsősorban a taxiforgalom növekedő személygépkocsi igényét igyekezett kielégíteni. Az 1929-es gazdasági válság az utóbbi cég fejlődését drasztikusan akadályozta, végül a második világháború kitörésével állt le a tevékenysége. A Rába 1896-tól, a MÁVAG pedig 1923-ban kezdett el a vasúti járműgyártás mellett kis mennyiségben teherautókat és autóbuszokat készíteni, a következő évben pedig a csepeli Weiss Manfréd Acél- és Fémművek is bekapcsolódott az autógyártásba. Az 1930-as évek elején a Fővárosi Autóbuszüzem – megelőzve a nyugati fővárosokat – bevezette a dízelüzemet, Ganz-Jendrassik, majd Láng dízelmotorok felhasználásával. A benzin- illetve dízelüzemű motorokkal hajtott járművek lassú gyarapodása miatt a közúti közlekedésben (főleg vidéken) még sokáig fontos szerep jutott az olcsó lóvontatású szekérfuvarozásnak, ami mellett előbb a vasúti, később a teherautóval történő áruszállítás konkurenciaharca bontakozott ki.
A második világháború során az állandó burkolatú közutakon körülbelül 20%-os, a makadámútpályákon 70%-os, a hídállományban 90%-os (a Duna és a Tisza hídállományában 100%-os) pusztulás következett be. A szétszakított Pest és Buda összekapcsolására 1946 elején megnyílt Kossuth-híd az ország élni akarásának szimbóluma lett. 1945-től az újjáépítés mellett jelentős fejlesztésekre is sor került: összesen mintegy 2500 km hosszú bekötőutak létesítésére, a földutak burkolására, a fő közlekedési utak pormentes burkolatának létesítésére. Az 1949-ben megalakult Csepel Autógyár a teherautók, a még 1895-ben alapított Ikarus gyár az autóbuszok nagyüzemi termelését valósította meg. A Rákosi-korszak elején rendelték el, majd az 1956-os forradalom utáni feloldásig - 1951-1958 között, a kiváltságos embereket kivéve - tiltott volt a személygépkocsik magánjellegű tulajdonlása. Ekkor a 10 ezer darabos állományból 2 ezret tett ki a magánautók száma.
Az 1961–1975 közti években a közúti közlekedés a magyar közlekedés meghatározó jelentőségű ágazatává vált. Ezt nagy mértékben segítette az 1968-ban az Országgyűlés által is elfogadott (majd az olajválság következményeit figyelembe véve 1979-ben módosított) közlekedéspolitikai koncepció. Ez egyik fő feladatként tűzte ki a közúti közlekedés erőteljes fejlesztését, beleértve a kis forgalmú vasútvonalak forgalmának közútra terelését is.
Az M7-es autópálya budaörsi szakaszának 1965-ös átadásával kezdődött el a magyarországi autópálya hálózat kiépítése, amely 1990-ig 267 km-t ért el. Emellett 82 km autóút, 6387 km hosszú más főhálózati út, 23 006 km alsóbbrendű út, összesen 29 742 km országos közút szolgálta már a gépjármű-közlekedés igényeit (beton, kő, aszfaltbeton, utántömörödő aszfalt, felületi bevonat burkolattal).
A magyar közlekedéspolitika a közúti közlekedést a 20. század első kétharmadában (1968-ig) a vasúti árufuvarozás védelmének céljából hátrányosan kezelte. A közúti motorizációból a magyar költségvetésnek (is) egyre növekvő bevételei származnak.
Az állam a közúthálózat fejlesztését az 1970-es években még úgy képzelte, hogy nem szükséges a településeket elkerülő útszakaszokat kiépíteni, mert a járműállomány rohamos fejlődésével járó, az útak kapacitásával nem összhangban álló járműállomány-növekedést szabályozni tudja. (Korlátozta a személygépjármű-állomány tulajdonlását.)
Az 1990-es években kialakult úthálózat-fejlesztési stratégia az ország egyközpontú (Budapest) térszerkezetének csökkentésére törekszik, gyűrű irányú kapcsolatokkal kívánja kiegészíteni azt. Az utak jelentősége az autók számának növekedésével egyre nő.
A 20. század utolsó évtizedeiben a nagy kapacitású autóutak, az autópályák már erőteljesen befolyásolták az ország térszerkezetét, a regionális kapcsolatokat, átstrukturálták a városok belterületét és kihatott a településszerkezetre is. Az autópályák vonzzák az új befektetéseket. Ezek birtoklásáért verseny folyik a települések között, ami segíti az infrastrukturális fejlesztéseket.
Az autók csak 1986 után váltak általános munkaeszközzé, azaz ebben az évben haladta meg a kikapcsolódáshoz történő használat mértékét a hivatásforgalom aránya. A Kádár-korszak idején az autó hiánycikknek számított. A személyautózás nem közlekedési, hanem gazdaságpolitikai ügy volt.
Az éves importot (hazai személygépkocsi-gyártás hiányában) a KGST autógyártó országaival bilateriális (kétoldalú) szerződésekben rögzítették. A személygépkocsi-forgalmazás állami monopólium volt és a Merkur Személygépkocsi-értékesítő Vállalat bonyolította le 1958-1989 között. A győri (Szérűskert utca 2–10, 1980) a debreceni (Monostorapályi út 33, 1977) és a szegedi (Sándorfalvi út) mellett a fővárosban két csepeli átvevő telephelyen működött: a nagyobb az 1962-ben megnyílt Áfor út 4.-ben (a mai Petróleum utca), a kisebb alapterületű pedig 1972-től a Védgát utca 14. szám alatt. A rendszerváltást követően, 1993-ban szűnt meg.